# 博爾特尼齊亞
50°28′45″N 25°46′1″E / 50.47917°N 25.76694°E
博爾特尼齊亞（烏克蘭語：Бортниця），是烏克蘭的村落，位於該國西北部羅夫諾州，由杜布諾區負責管轄，始建於1481年，面積0.37平方公里，海拔高度236米，2001年人口365，人口密度每平方公里1,000人。